# Erin Moriarty
Erin Elair Moriarty, född 24 juni 1994 i New York, är en amerikansk skådespelare.
Moriarty har bland annat medverkat i TV-serierna Red Widow från 2013 och The Boys (2019–2023). Hon har även medverkat i filmerna Captain Fantastic – En annorlunda pappa från 2016 och Monster Party från 2018.

## Filmografi (i urval)
- 2013: Red Widow
- 2016: Captain Fantastic – En annorlunda pappa
- 2017: Controversy
- 2018 – Driven
- 2018: The Miracles Season
- 2018: Fakiren som fastnade i ett skåp
- 2018: Monster Party
- 2019–2024: The Boys (TV-serie)
- 2023: Catching Dust